# Fiordland
Fiordland ist eine geographische Region im Südwesten der Südinsel von Neuseeland. Die Region umfasst eine Naturlandschaft, die von bis zu 2723 m hohen, zum Teil steil ansteigenden Bergen, tief ins Land einschneidenden Fjorden, zahlreichen Flüssen und Seen, ergiebigen Regenfällen, einem dichten Regenwald und einer fast unberührten und einzigartigen Natur gekennzeichnet ist.

Lage der Region Fiordland auf der Südinsel von Neuseeland

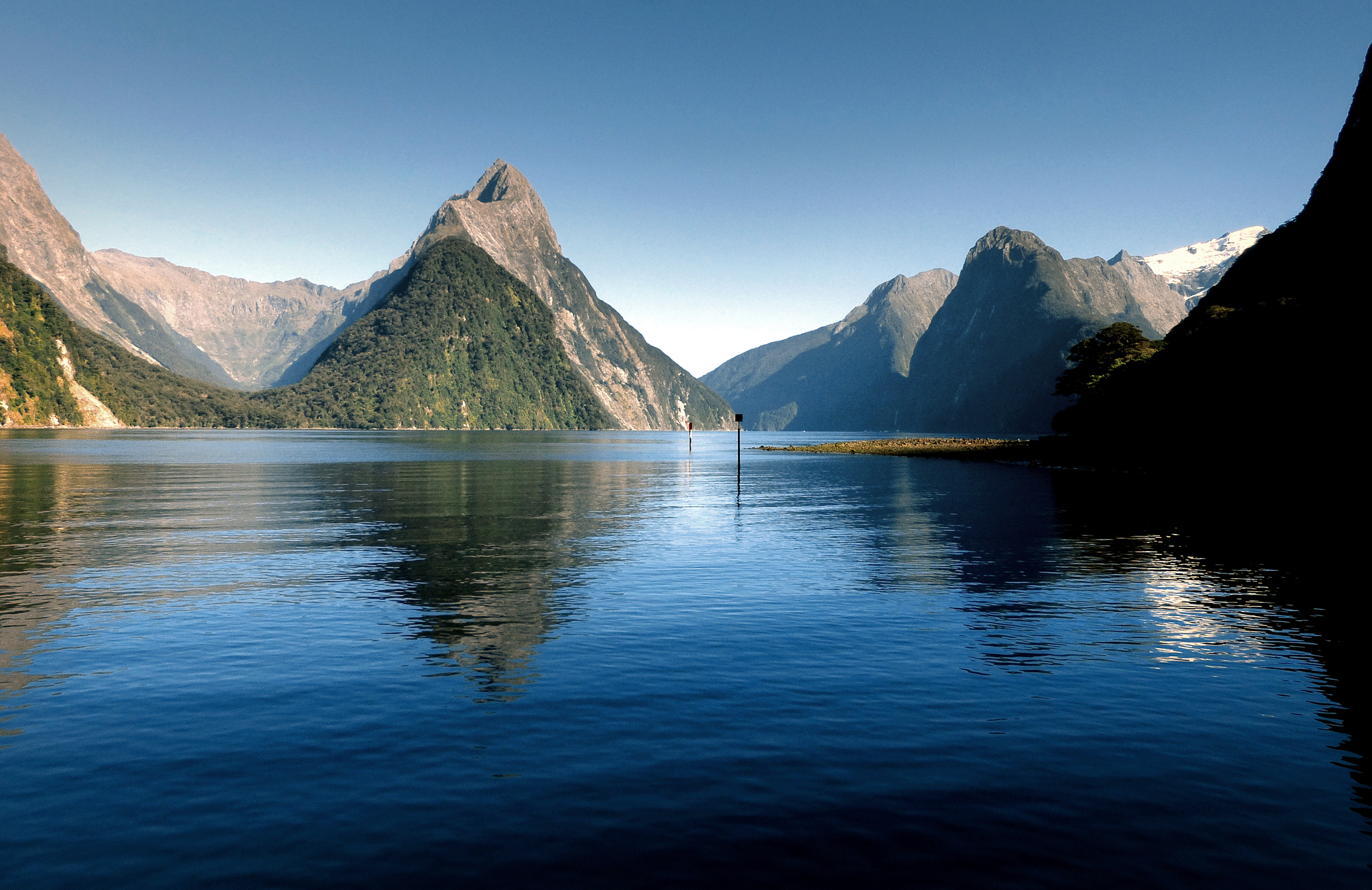
Milford Sound/Piopiotahi mit dem Mitre Peak

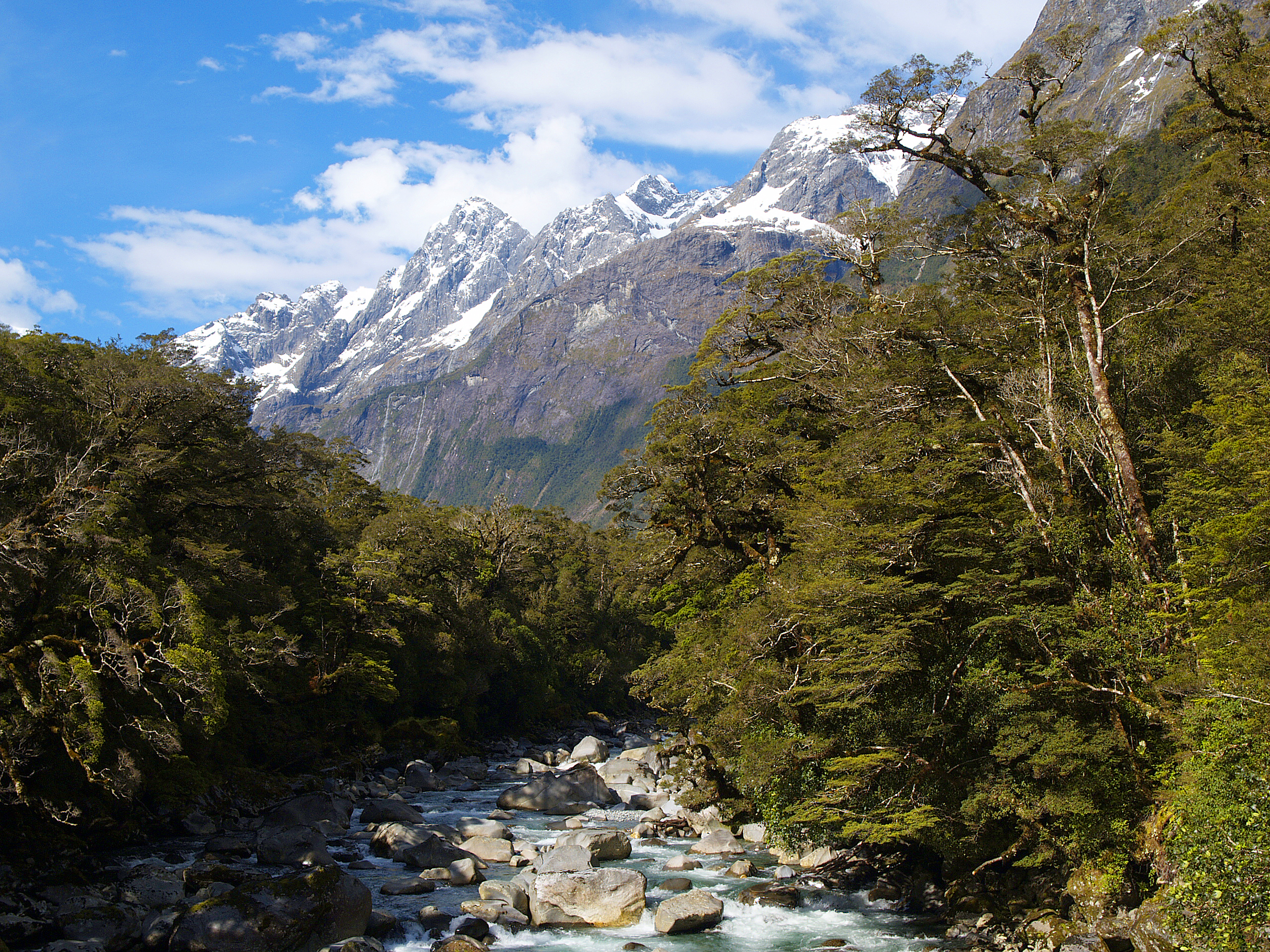
Mount Tūkoko

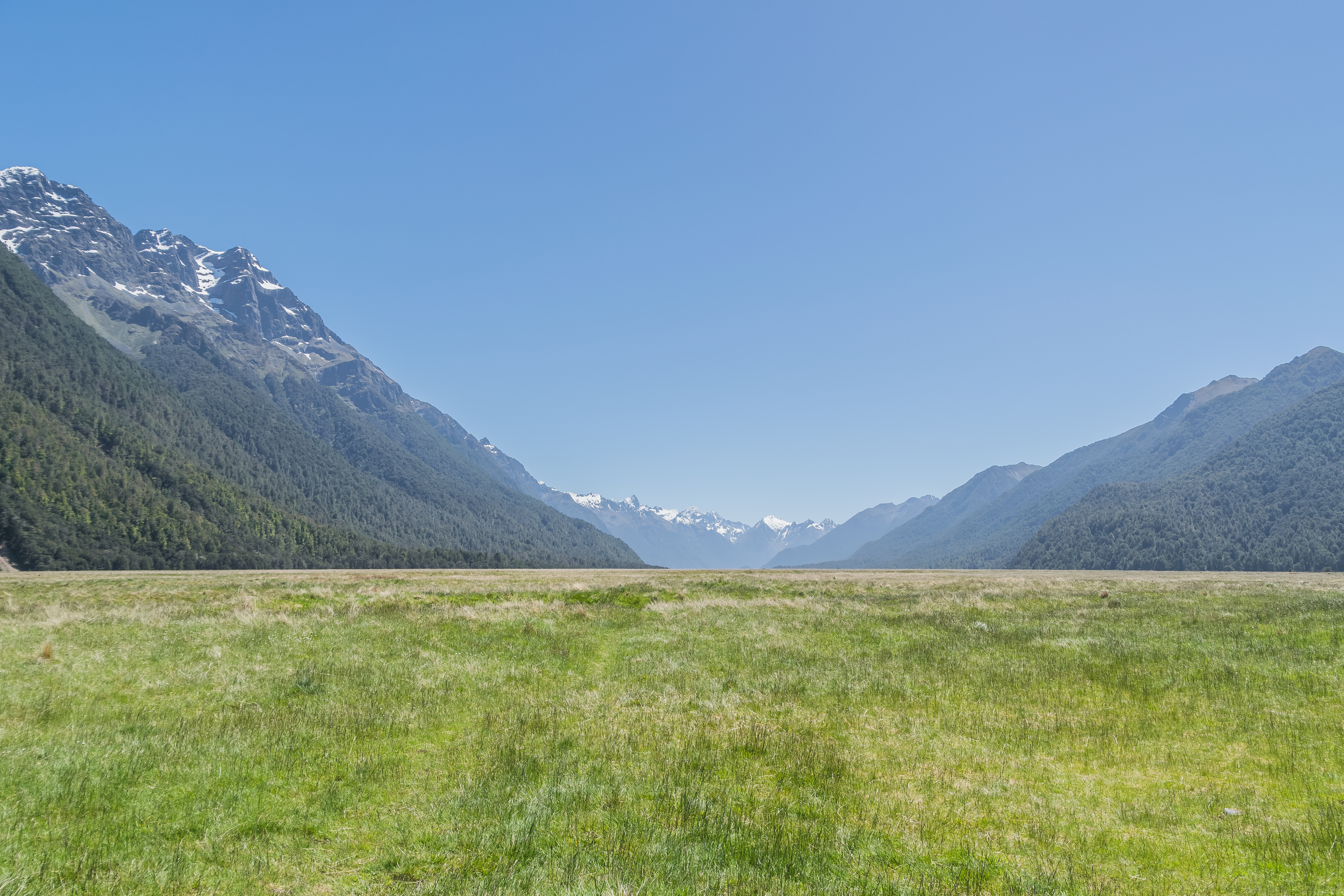
Eglinton Valley

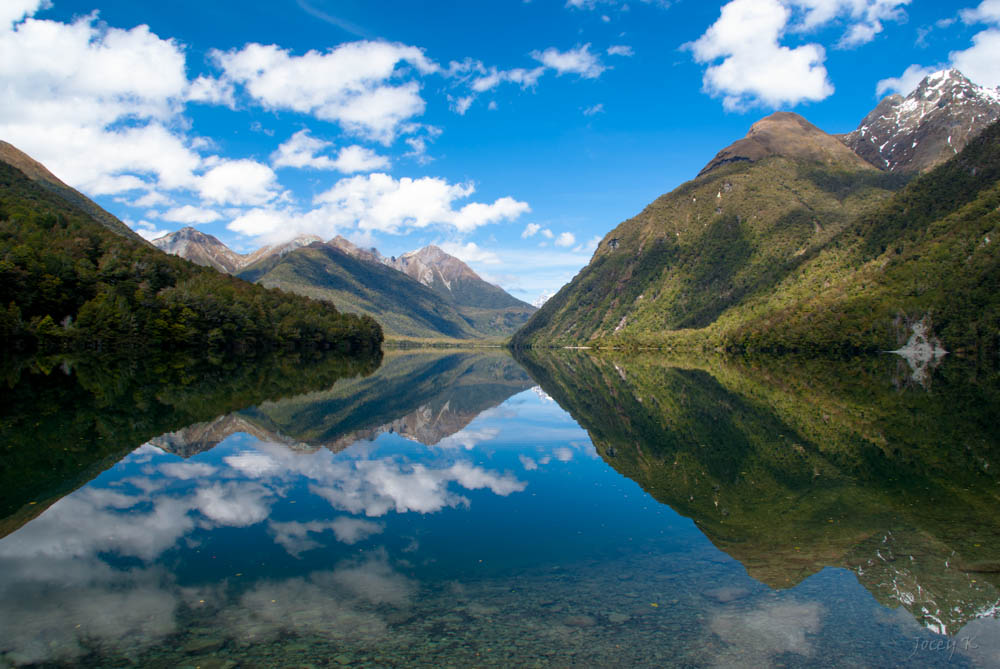
Lake Gunn

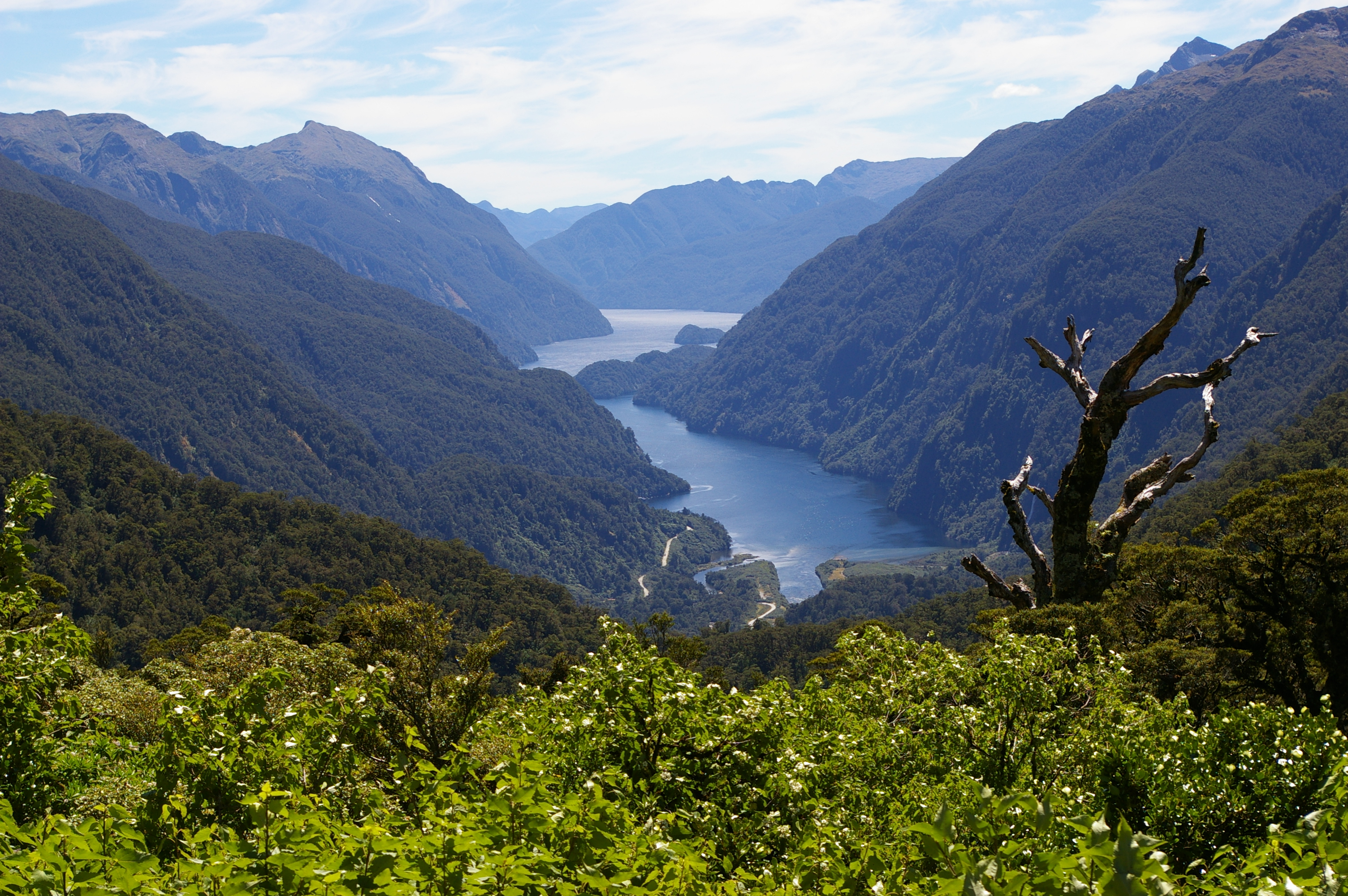
Doubtful Sound/Patea

Sie zählt nicht zu den politisch festgelegten Verwaltungsregionen Neuseelands. Verwaltungstechnisch gehört Fiordland zur Region Southland.

## Geographie
Fiordland erstreckt sich über rund 232 km in Nord-Süd-Richtung und an seiner breitesten Stelle über rund 90 km in Ost-West-Richtung. Die Fläche ist heute nahezu Deckungsgleich mit dem Fiordland National Park und umfasst rund 12.600 km2. Die östlich Grenze von Fiordland erstreckt sich ausgehend vom nördlichen Ende der Martins Bay an der Westküste der Südinsel, südöstlich bis zum Lake Alabaster/Wāwāhi Waka, danach südlich entlang des Hollyford River/Whakatipu Kā Tuka und entlang der westlichen Flanken der Alsa Mountains und den Livingstone Mountains, danach dem Eglinton River zum Lake Te Anau und dem See folgend, weiter an der östliche Seite des Lake Manapouri vorbei einem Teil des Waiau River, die Seen Lake Monowai und Lake Hauroko östlich passierend, bis zum westlichen Ende der Te Waewae Bay an der Südküste der Südinsel. Die südliche und westliche Grenze der Region bildet die Küstenlinie zum südlichen Teil des Pazifischen Ozeans und der Tasmansee.

## Geologie
Die Landschaft entstand durch eine über 2 Millionen Jahre fortwährende Erosion durch die zum Meer hin wandernden Gletscher. Sie bildeten u-förmige Mulden aus, deren tiefsten Punkte zumeist unterhalb des Meeresspiegels lagen. Als die Gletscher schmolzen, gaben sie die Täler frei und durch den ansteigenden Meeresspiegel entstanden die Verbindungen zur See.
1961 unterteilte der neuseeländische Geologe Bryce Leslie Wood die geologische Struktur von Fiordland in vier Kategorien. Zu der ersten Kategorie zählte er die für die Region typischen Berglandschaften der Fjorde, mit steilen Berghängen und dünnen Bodenschichten, die so Auswirkungen auf den Bewuchs der Regionen hat. Diese Berge bestehen zumeist aus Schiefer, Gneis, Plutonit und Granit, also Gesteinsarten, die der Erosion durch die Gletscher besonders gut standhalten konnten. Zur zweiten Kategorie zählte er die Küstenterrassen, die bis auf rund 450 m ansteigen. Jede der Terrassen ist mit felsigen Alluvialboden unterlegt, der auf einem mehr oder weniger wasserundurchlässigen tertiärem Sandstein oder Tongestein, das im englischen als „Mudstone“ bezeichnet wird, ruht. Zwischen den ersten und zweiten Kategorien von geologischen Gegebenheiten existiert eine Zone von Gebirgsausläufern, die aus leicht erodierten tertiären Sandstein und Mudstone bestehen. Die Zone ist am breitesten an in der Gegend um die Seen Lake Hakapoua, Lake Poteriteri und Lake Hauroko und wird schmaler zu dem Preservation Inlet hin. Mit der vierte Kategorie bezeichnete er die vereinzelten vergletscherten Berge an den Küsten und einigen sanfteren Hängen südlicher liegenden Fjorde. Sie, so vermutete er, weisen dickere Schichten von Gletscherablagerungen auf und sind wasserundurchlässiger als die Kiesablagerungen der Terrassen an den Küsten.

## Berglandschaft
Das gesamte Gebiet von Fiordland ist gebirgig. Während die Gipfel im Norden der Region, nordöstlich bis südöstlich des Milford Sound/Piopiotahi, zumeist oberhalb der 2000 m Höhenmarke liegen und in den Darran Mountains mit dem 2723 m hohen Mount Tūkoko ihren höchsten Berg haben, liegen die Berge im restlichen Fiordland zumeist zwischen 1000 m und 2000 m, nach Süden hin abfallend. Auch sind die Berghänge im Norden der Region zumeist steiler und flachen nach Süden hin in der Regel ab und weisen sanftere Bergflanken auf.

## Fjorde
Fiordland verfügt über zahlreiche Fjorde mit Zugang zur Tasmansee oder zum südlichen Pazifischen Ozean. Anders als in Norwegen, wo die durch Gletscherbewegungen zur See hin erzeugten tiefen Täler alle die Bezeichnung Fjord in ihrem Namen tragen, wurden die Fjorde Neuseelands zumeist Sound, aber teilweise auch Channel, Arm, Reach, Inlet oder auch Passage genannt.
Der mit Abstand bekannteste Fjord Neuseelands ist der Milford Sound/Piopiotahi, der jährlich zahlreich Touristen in seinen Bann zieht und über den rund 120 km langen New Zealand State Highway 94 sowie über den 53,5 km langen Wanderwerg Milford Track zu erreichen ist. Auch der Doubtful Sound/Patea und der Tamatea / Dusky Sound können einen gewissen Bekanntheitsgrad aufweisen und sind bei Touristen beliebt. Doch die vierzehn anderen Sounds sind in der Regel weniger bekannt und können, wenn überhaupt, unter Restriktionen nur von der Seeseite her angefahren und besucht werden.

## Meeresschutzgebiete
Fiordland besitzt insgesamt zehn Meeresschutzgebiete mit einer Gesamtfläche von 10.298 Hektar. Zwei von ihnen wurde bereits im Jahr 1993 ausgewiesen. Die anderen folgten im Jahr 2005. In allen Fjorden, auch in denen keine Schutzgebiete ausgewiesen wurden, gelten Beschränkungen in Bezug auf Fischen und Bootfahren. Die Bootsbesitzer sind verpflichtet, ihr Unterwasserschiff sauber zu halten, dürfen kein Abwasser in die Gewässer der Fjorde ablassen und müssen Einschränkungen beim Ankern beachten. Für Angler gelten Restriktionen in Bezug auf Größe und Mengen einzelner Fischarten, die geangelt werden dürfen. Desgleichen gilt für alle Hummerarten, die in den Fjorden leben.
| Meeresschutzgebiete                              | Größe (Hektar) | Jahr ausgew. | Koordinaten           | Bemerkung                                 |
| ------------------------------------------------ | -------------- | ------------ | --------------------- | ----------------------------------------- |
| Piopiotahi (Milford Sound) Marine Reserve        | 690            | 1993         | 44° 38′ S, 167° 54′ O | nördliche Hälfte des Fjords               |
| Te Hapua (Sutherland Sound) Marine Reserve       | 449            | 2005         | 44° 46′ S, 167° 37′ O |                                           |
| Hawea (Clio Rocks) Marine Reserve                | 411            | 2005         | 44° 50′ S, 167° 31′ O |                                           |
| Kahukura (Gold Arm) Marine Reserve               | 464            | 2005         | 45° 07′ S, 167° 08′ O |                                           |
| Te Awaatu Channel (The Gut) Marine Reserve       | 93             | 1993         | 45° 18′ S, 166° 57′ O | kleinstes Meeresschutzgebiet in Fiordland |
| Kutu Parera (Gaer Arm) Marine Reserve            | 433            | 2005         | 45° 18′ S, 167° 09′ O |                                           |
| Taipari Roa (Elizabeth Island) Marine Reserve    | 613            | 2005         | 45° 26′ S, 167° 07′ O |                                           |
| Taumoana (Five Fingers Peninsula) Marine Reserve | 1466           | 2005         | 45° 42′ S, 166° 32′ O |                                           |
| Moana Uta (Wet Jacket Arm) Marine Reserve        | 2007           | 2005         | 45° 39′ S, 166° 51′ O |                                           |
| Te Tapuwae o Hua (Long Sound) Marine Reserve     | 3672           | 2005         | 45° 59′ S, 166° 48′ O | größtes Meeresschutzgebiet in Fiordland   |

## Fiordland National Park
Der Fiordland National Park ist heute mit der Region Fiordland weitgehend identisch. Am 23. Februar 1904 mit rund 1 Million Hektar Fläche als National Reserve (Nationales Schutzgebiet) ausgewiesen, bekam das Gebiet 1952 den Status eines Nationalparks verliehen. In den folgenden Jahren wurden weitere Gebiete, wie das Hollyford Valley, der Waitutu Forest und Solander Island dem Nationalpark zugeordnet, sodass der Park heute rund 1,26 Millionen Hektar umfasst.

## Weltkulturerbe
Bekannt als Te Wāhipounamu (Der Ort der Jade), wies die UNESCO im Dezember 1990 den Südwesten der Südinsel als Weltkulturerbe aus. Neben dem Gebiet um den Aoraki/Mount Cook, dem Westland Tai Poutini National Park und dem Mount Aspiring National Park, zählt auch Fiordland mit seinem Fiordland National Park zu dem Weltkulturerbegebiet, das zusammen eine Fläche von 2,6 Millionen Hektar umfasst.